# Luisella Cavallini
Luisella Cavallini (Voghera, 21 novembre 1946) è una politica italiana.